# George Dăscălescu
George Dăscălescu (n. 27 septembrie 1982, București) este un operator imagine de film și fotograf român.

## Activitate
În 2003, a participat ca director de imagine într-un scurtmetraj semnat de Ciprian Panaite, Forme aberante. Dăscălescu a colaborat în 2004 la filmarea lungmetrajului de debut al regizoarei Ruxandra Zenide, Ryna, dar și la pelicula Cum mi-am petrecut sfârșitul lumii de Cătălin Mitulescu (realizat în 2005), în calitate de asistent de imagine. A participat alături de Marius Panduru la realizarea filmului A fost sau n-a fost? (2006), în regia lui Corneliu Porumboiu.
În formula Dăscălescu (operator), Cristian Țurcanu (operator) și Marius Panduru (director de imagine) s-a realizat imaginea peliculelor: Restul e tăcere (filmat în 2006), în regia lui Nae Caranfil, și Weekend cu mama (2008), al lui Stere Gulea.

## Filmografie

### Operator imagine
- Ryna (2005) – asistent operator
- A fost sau n-a fost? (2006) - operator imagine
- Restul e tăcere (2008) - operator imagine
- S-a furat mireasa (2012) - operator camera B
- Trei zile până la Crăciun (2012) - director de imagine, în colaborare cu Alexandru Macarie